# Giuseppe Maria Crespi

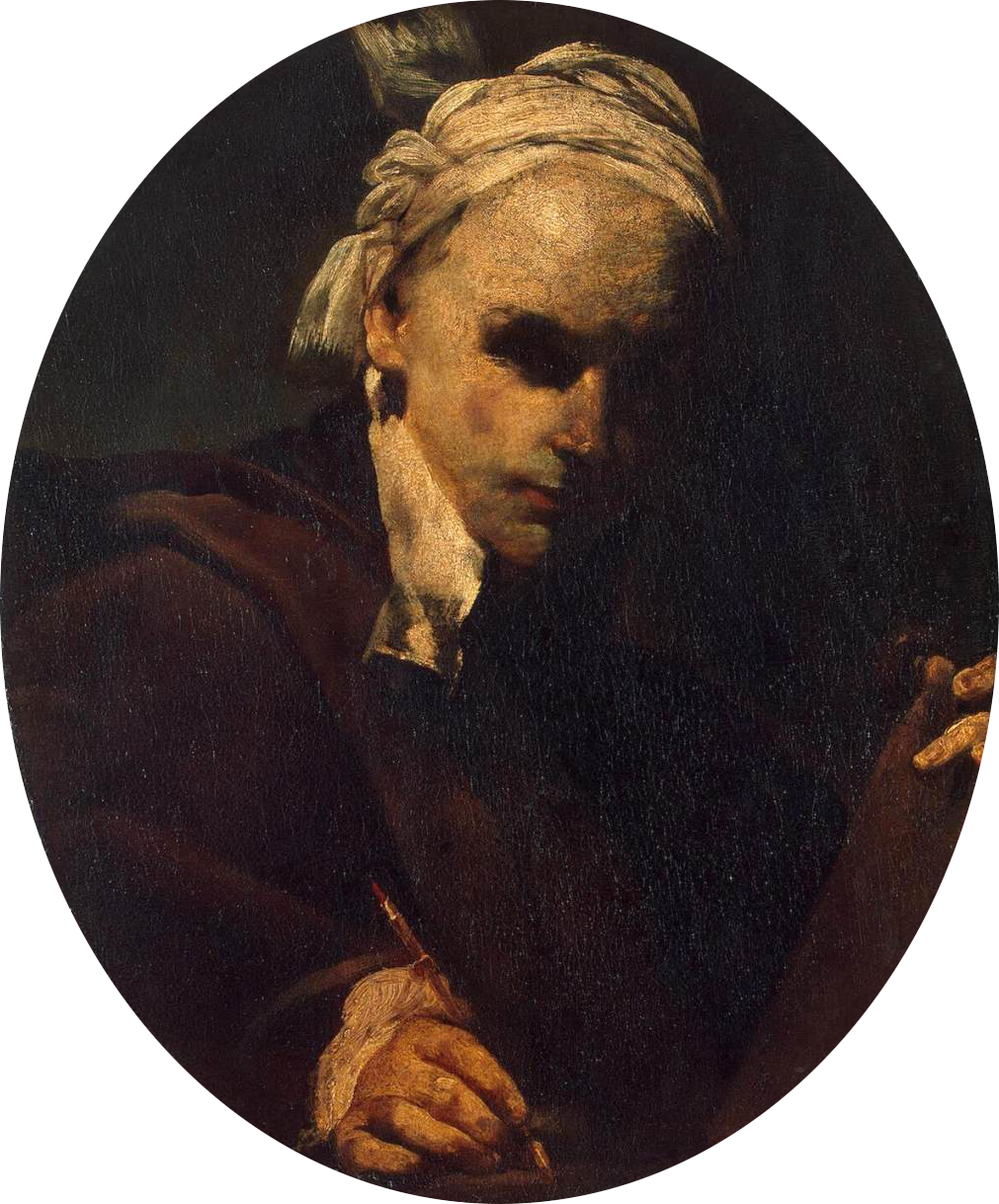
Självporträtt, cirka 1700.

Giuseppe Maria Crespi, även kallad lo Spagnuolo, född 14 mars 1665 i Bologna, död 16 juli 1747 i Bologna, var en italiensk konstnär.
Crespi utgick från Bolognaskolan samt studerade Correggio och de venetianska konstnärerna. Av hans produktion, religiösa, mytologiska och genrebilder, märks särskilt serien De sju sakramenten på Staatliche Kunstsammlungen i Dresden. Han utvecklade sin egen ljusdunkelstil och påverkade bland annat konstnären Giovanni Battista Piazzetta. Crespi är representerad vid bland annat Nationalmuseum och Stockholm.